# Les Monstres du labyrinthe
Pour plus de détails, voir Fiche technique et Distribution.
Les Monstres du Labyrinthe (Mazes and Monsters) est un téléfilm américain réalisé par Steven Hilliard Stern et diffusé aux États-Unis pour la première fois en 1982. C'est une adaptation du roman Mazes and Monsters de Rona Jaffe sorti en 1981.

## Synopsis
Trois garçons et une fille, Jay Jay, Daniel, Kate et Robbie, sont issus d'un milieu favorisé et étudient dans la même université. Entre deux examens, ils jouent à un jeu de rôle sur table intitulé Les Monstres du labyrinthe. Un jour Jay Jay, passionné de théâtre, propose à ses amis de s'en inspirer pour monter un jeu grandeur nature dans une grotte désaffectée, costumes et accessoires à l'appui. Le lieu est effrayant et la mise en scène réussie. Chaque joueur perdu dans le noir se confronte à ses peurs, différentes selon ses failles et son vécu. Le jeu s'avère libératoire pour eux... sauf pour Robbie. Très fragile depuis la perte de son frère, l'épreuve est trop dure pour lui. Désormais il se prend au jeu jusqu'à plaquer son rôle sur des moments de sa vie quotidienne : incarnant le rôle d'un « saint homme », il n'accorde plus d'importance à l'argent et annonce à Kate qu'il doit désormais rester chaste. Torturé par des cauchemars où son frère disparu lui apparaît, il fugue. Ses amis entament des recherches jusqu'à New York pour le retrouver...

## Fiche technique
- Titre : Les Monstres du Labyrinthe
- Titre original : Mazes and Monsters
- Réalisateur : Steven Hilliard Stern
- Scénario :  Tom Lazarus d'après un roman Mazes and Monsters de Rona Jaffe
- Musique : Hagood Hardy
- Photographie : Laszlo George
- Montage : Bill Parker
- Production : Richard Briggs
- Société de production : McDermott Productions
- Pays :  États-Unis
- Genre : Aventure, drame et fantasy
- Durée : 101 minutes
- Première diffusion : 
  -  États-Unis : 28 décembre 1982

## Distribution
- Tom Hanks (VF : Mark Lesser) : Robbie Wheeling
- Wendy Crewson : Kate Finch
- David Wysocki : Daniel (David Wallace)
- Chris Makepeace : Jay Jay
- Lloyd Bochner : Hall
- Peter Donat : Harold
- Anne Francis : Ellie
- Murray Hamilton : le lieutenant John Martini
- Vera Miles : Cat
- Louise Sorel : Julia
- Susan Strasberg : Meg
- Chris Wiggins : King
- Clark Johnson : Perry
- Tom Harvey : Hayden
- James O'Regan : Paul